# 千葉県立槇の実特別支援学校
千葉県立槇の実特別支援学校（ちばけんりつ まきのみとくべつしえんがっこう）は、千葉県袖ケ浦市蔵波にある公立特別支援学校。知的障害者を教育対象とする。

## 沿革
- 1970年（昭和45年）4月1日 - 千葉県立袖ケ浦養護学校[1]槇の実分校設置。
- 1979年（昭和54年）4月1日 - 千葉県立槇の実養護学校として開校
- 2007年（平成19年）4月1日 - 学校名を現校名に変更

## 学部
- 小学部
- 中学部
- 高等部

## アクセス
- JR長浦駅より路線バス「のぞみ野南行き」（日東交通・小湊バス）に乗車、「槇の実特別支援学校前」で下車。